# ナパ (カリフォルニア州)

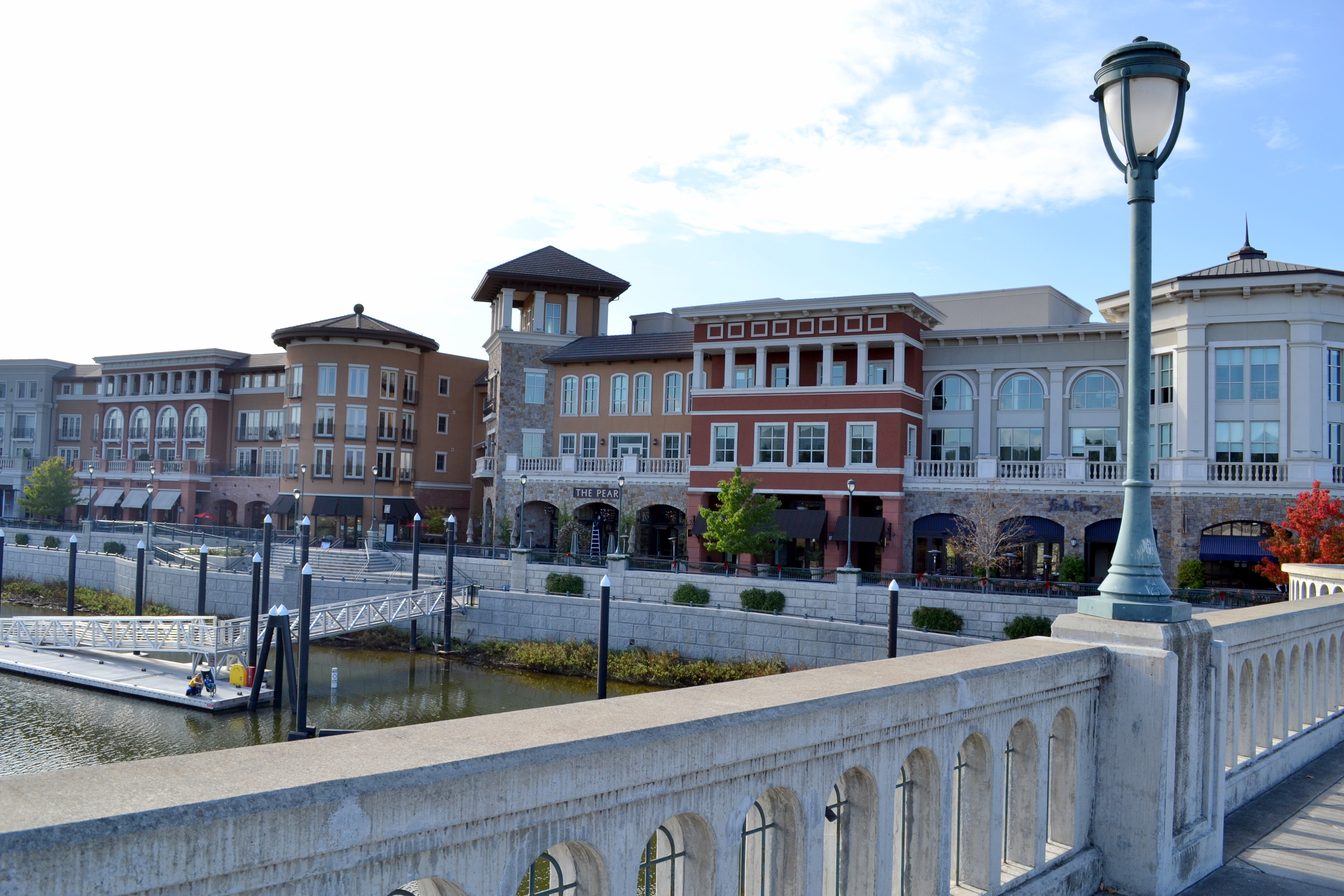
ナパ川沿いの街並み

ナパ（Napa）は、アメリカ合衆国カリフォルニア州の都市。ナパ郡の郡庁所在地である。人口は7万9246人（2020年）。サンフランシスコ・ベイエリア北部に位置している

## 観光
カリフォルニアワインの一大生産地として知られ、有名ワイナリーや葡萄畑が広がる。ワインだけでなく、熱気球、ゴルフ、スパ、ハイキング、サイクリングなどが楽しめる。観光の名物としてアンティーク列車を使用したナパバレー・ワイントレインがある。

## 地理

ナパ郡内の位置（右）

ナパのダウンタウンはナパ川に面している。ナパの南10キロメートルにナパ郡空港、南15キロメートルにアメリカンキャニオン、西15キロメートルにソノマがある。ナパの座標は、北緯38度18分17秒 西経122度17分56秒 / 北緯38.30472度 西経122.29889度である。
アメリカ合衆国統計局によると、この都市は総面積46.1 km2 (17.8 mi2) である。このうち45.8 km2 (17.7 mi2) が陸地で、総面積の0.51%にあたる0.2 km2 (0.1 mi2) は水面である。

## 人口動勢
2000年国勢調査では、人口72,585人で、26,978世帯、及び17,940家族が住む。人口密度は1,583.3/km2 (4,101.4/mi2) である。605.9/km2 (1,569.5/mi2) の平均的な密度に27,776軒の住宅が建っている。人種構成は白人80.32%、アフリカン・アメリカン0.52%、先住民0.91%、アジア1.71%、太平洋諸島系0.16%、その他の人種12.65%、及び混血3.73%である。人口の26.83%はヒスパニックまたはラテン系である。
住民は25.7%が18歳未満の未成年、18歳以上24歳以下が8.5%、25歳以上44歳以下が29.6%、45歳以上64歳以下が22.4%、及び65歳以上が13.8%にわたっている。中央値年齢は36歳である。女性100人ごとに対して男性は96.4人である。18歳以上の女性100人ごとに対して男性は93.5人である。
世帯ごとの平均的な収入は49,154米ドルであり、家族ごとの平均的な収入は58,788米ドルである。男性は41,046米ドルに対して女性は31,334米ドルの平均的な収入がある。一人当たりの収入 (per capita income) は23,642米ドルである。人口の8.9%及び家族の6.1%は貧困線以下である。全人口のうち18歳未満の11.4%及び65歳以上の5.5%は貧困線以下の生活を送っている。

## 交通機関
- ナパ郡空港
- ナパバレー・ワイントレイン

## 姉妹都市
- 宮城県岩沼市（日本 1973年2月 - 、当時両市ともに、日本航空の運航乗員訓練所があったことから。詳細はナパ郡空港を参照）
- テラヴィ（ジョージア 1987年）
- タスマニア州ローンセストン（オーストラリア 1988年）